# Цыбекдоржиев, Баир Жаргалович
Баир Жаргалович Цыбекдоржиев (род. 6 октября 1992 года) — российский спортсмен, стрелок из лука. Бронзовый призер чемпионата мира в помещении в командных соревнованиях (2016). Чемпион Европы и бронзовый призер чемпионата Европы в командных соревнованиях и смешанных командах (микст) (2014). Серебряный и двукратный бронзовый призер чемпионата Европы в помещении в командных соревнованиях (2013, 2015, 2017). Двукратный серебряный призер этапов кубка мира в командных соревнованиях и смешанных командах (микст) (2014). Бронзовый призер Всемирной летней универсиады в командных соревнованиях (2015). Победитель первенства мира в помещении в командных соревнованиях (2012).
Чемпион России (2019), серебряный призер чемпионата России (2016) в личных соревнованиях. Чемпион России (2018) и бронзовый призер чемпионата России (2015) в командных соревнованиях. Серебряный призер чемпионата России в смешанных командах (микст) (2013). Двукратный чемпион России в помещении (2016, 2020), серебряный (2015) и бронзовый (2019) призер чемпионата России в помещении в личных соревнованиях. Чемпион России в помещении (2019), трехкратный серебряный (2015, 2018, 2020) и двукратный бронзовый (2013, 2021) призер чемпионата России в помещении командных соревнованиях.
Мастер спорта России (2009). Мастер спорта России международного класса (2016).

## Карьера
Тренируется в Улан-Удэ в ВС РФ. Чемпион мира-2012 среди юниоров в команде. 
С чемпионата Европы 2014 года привёз золото в миксте и бронзу в команде.